# Altella conglobata
Altella conglobata är en spindelart som beskrevs av Sarah Creecie Dyal 1935. Altella conglobata ingår i släktet Altella och familjen kardarspindlar.
Artens utbredningsområde är Pakistan. Inga underarter finns listade i Catalogue of Life.